# Natarsha Belling
Natarsha Belling (født 29. maj 1975) er en australsk nyhedsvært på den nationale tv-station Network Ten.
Belling blev medvært på Network Tens morgenshow Wake Up, som blev sendt fra 4. november 2013 til 23. maj 2014.
Belling blev født og voksede op i Mudgee i på New South Wales. Belling gik på Charles Sturt University i [[Bathurst (New South Wales])|Bathurst]], hvor hun studerede kommunikation.